# Anabas-Verlag
Der Anabas-Verlag ist ein deutscher Verlag, der 1966 von Günter Kämpf in Bergen-Enkheim gegründet wurde und bis 2012 Bücher und Zeitschriften aus den Themenbereichen Literatur, Kulturgeschichte und Kunstgeschichte produzierte. In 46 Jahren brachte der Verlag mehr als 300 Titel heraus. Ab 1968 lag der Verlagssitz in Steinbach, Kreis Gießen, von 1969 bis 1996 in Gießen, seither in Frankfurt am Main.

## Geschichte
Das erste Buch war ein bibliophiler, handkolorierter Gedichtband von Brigitte Burbach, Schiffe, die wir fingen. Weitere Autoren waren Ror Wolf und – noch zu Lebzeiten – Raoul Hausmann; Publikationen über Dada bildeten einen Schwerpunkt der Verlagstätigkeit. Der Verlag übernahm die Veröffentlichungen des Werkbund-Archivs. Der Verlag publizierte Werke u. a. von F.W. Bernstein, Paul Eluard Benjamin Péret, Richard Huelsenbeck, Ernst Jandl, Karl Riha, Hermann Harry Schmitz und Francis Picabia. In den Siebziger Jahren entwickelte sich der Verlag zu einem wichtigen Faktor alternativer, linker Kunstgeschichte. Die Zeitschrift Kritische Berichte erschien nach ihrer Gründung im Jahr 1973 bis 1986 im Anabas-Verlag. Er brachte Werke zur Medienanalyse und -kritik heraus, zur Ästhetik des Dritten Reiches, über Kunstpädagogik und über Visuelle Kommunikation. Großen Erfolg erzielte der Verlag mit alternativen Kulturreiseführern. Von 1980 bis 2010 führte Günter Kämpf den Verlag gemeinsam mit Vilma Link-Kämpf (geboren 1938). Dann übergaben sie die Geschäfte an Peter Grosshaus und Hannelore Kröcker (Majuskel Medienproduktion GmbH, Wetzlar).

## Belege
1. ↑  https://portal.dnb.de/opac/showFirstResultSite?currentResultId=vlg+all+%22anabas%22+sortBy+jhr%2Fsort.ascending%26any&currentPosition=10, abgerufen am 22. November 2022.
2. ↑  Normdateneintrag GND 1043655425 bei der Deutschen Nationalbibliothek.
3. ↑  http://www.anabas-verlag.de/05.html